# Chicago Bulls 1990-1991
La stagione 1990-91 dei Chicago Bulls fu la 25ª nella NBA per la franchigia.
I Chicago Bulls vinsero la Central Division della Eastern Conference con un record di 61-21. Nei play-off vinsero il primo turno con i New York Knicks (3-0), la semifinale di conference con i Philadelphia 76ers (4-1), la finale di conference con i Detroit Pistons (4-0), vincendo poi il titolo battendo nella finale NBA i Los Angeles Lakers (4-1).

## Eastern Conference
| Squadra             | V  | P  | %    | GB |
| ------------------- | -- | -- | ---- | -- |
| Chicago Bulls C     | 61 | 21 | 74,4 | -  |
| Detroit Pistons     | 50 | 32 | 61   | 11 |
| Milwaukee Bucks     | 48 | 34 | 58,5 | 13 |
| Atlanta Hawks       | 43 | 39 | 52,4 | 18 |
| Indiana Pacers      | 41 | 41 | 50   | 20 |
| Cleveland Cavaliers | 33 | 49 | 40,2 | 28 |
| Charlotte Hornets   | 26 | 56 | 31,7 | 35 |

## Roster
| \| Pos. \| Num. \| Naz. \| Nome \| Altezza \| Peso \| Data nascita \| Provenienza \| \| ---- \| ---- \| ---- \| ------------------- \| ------- \| ------ \| ------------ \| ---------------- \| \| G \| 10 \| \| Armstrong, B.J. \| 188 cm \| 79 kg \| 09-09-1967 \| Iowa \| \| C \| 24 \| \| Cartwright, Bill \| 216 cm \| 111 kg \| 30-07-1957 \| San Francisco \| \| A/C \| 54 \| \| Grant, Horace \| 208 cm \| 111 kg \| 04-07-1965 \| Clemson \| \| G \| 14 \| \| Hodges, Craig \| 188 cm \| 86 kg \| 27-06-1960 \| Long Beach State \| \| G/AP \| 2 \| \| Hopson, Dennis \| 196 cm \| 91 kg \| 22-04-1965 \| Ohio State \| \| G \| 23 \| \| Jordan, Michael (C) \| 198 cm \| 98 kg \| 17-02-1963 \| North Carolina \| \| A/C \| 34 \| \| King, Stacey \| 211 cm \| 104 kg \| 29-01-1967 \| Oklahoma \| \| A \| 53 \| \| Levingston, Cliff \| 203 cm \| 104 kg \| 04-01-1961 \| Wichita State \| \| G \| 5 \| \| Paxson, John \| 188 cm \| 84 kg \| 29-09-1960 \| Notre Dame \| \| C \| 32 \| \| Perdue, Will \| 213 cm \| 109 kg \| 29-08-1965 \| Vanderbilt \| \| G/AP \| 33 \| \| Pippen, Scottie \| 201 cm \| 100 kg \| 25-09-1965 \| Central Arkansas \| \| A/C \| 42 \| \| Williams, Scott \| 208 cm \| 104 kg \| 21-03-1968 \| North Carolina \| | Allenatore - Phil Jackson Assistente/i - Johnny Bach (Vice-allenatori) - Jim Cleamons (Vice-allenatori) - Tex Winter (Vice-allenatori) - Chip Schaefer (Preparatore atletico) - Al Vermeil (Preparatore fisico) Legenda - (C) Capitano - (FA) Free agent - (S) Sospeso - (TW) Contratto Two-way - (GL) Assegnato a squadra G League affiliata - Infortunato Roster • Transazioni · Ultima transazione: 30 giugno 1991 |                        |                     |         |        |              |                  |
| Pos. | Num. | Naz.                   | Nome                | Altezza | Peso   | Data nascita | Provenienza      |
| G | 10 | Stati Uniti (bandiera) | Armstrong, B.J.     | 188 cm  | 79 kg  | 09-09-1967   | Iowa             |
| C | 24 | Stati Uniti (bandiera) | Cartwright, Bill    | 216 cm  | 111 kg | 30-07-1957   | San Francisco    |
| A/C | 54 | Stati Uniti (bandiera) | Grant, Horace       | 208 cm  | 111 kg | 04-07-1965   | Clemson          |
| G | 14 | Stati Uniti (bandiera) | Hodges, Craig       | 188 cm  | 86 kg  | 27-06-1960   | Long Beach State |
| G/AP | 2 | Stati Uniti (bandiera) | Hopson, Dennis      | 196 cm  | 91 kg  | 22-04-1965   | Ohio State       |
| G | 23 | Stati Uniti (bandiera) | Jordan, Michael (C) | 198 cm  | 98 kg  | 17-02-1963   | North Carolina   |
| A/C | 34 | Stati Uniti (bandiera) | King, Stacey        | 211 cm  | 104 kg | 29-01-1967   | Oklahoma         |
| A | 53 | Stati Uniti (bandiera) | Levingston, Cliff   | 203 cm  | 104 kg | 04-01-1961   | Wichita State    |
| G | 5 | Stati Uniti (bandiera) | Paxson, John        | 188 cm  | 84 kg  | 29-09-1960   | Notre Dame       |
| C | 32 | Stati Uniti (bandiera) | Perdue, Will        | 213 cm  | 109 kg | 29-08-1965   | Vanderbilt       |
| G/AP | 33 | Stati Uniti (bandiera) | Pippen, Scottie     | 201 cm  | 100 kg | 25-09-1965   | Central Arkansas |
| A/C | 42 | Stati Uniti (bandiera) | Williams, Scott     | 208 cm  | 104 kg | 21-03-1968   | North Carolina   |